# 모리타니의 국기

모리타니의 국기 비율 2:3

모리타니의 국기 (1959년 ~ 2017년)

모리타니의 국기는 1959년 4월 1일에 제정되었으며 현재의 국기는 2017년 8월 15일에 수정되었다. 그해 8월 5일에 실시된 모리타니의 개헌 국민투표가 통과됨에 따라 빨간색 가로 줄무늬가 새로 추가된 모리타니의 국기가 제정되었다.
초록색 바탕 가운데에 금색 초승달과 별이 그려져 있으며 초록색 바탕의 위쪽과 아래쪽에는 빨간색 가로 줄무늬가 그려져 있다. 초록색은 이슬람교를, 금색은 사하라 사막의 모래를, 초승달과 별은 모리타니의 국교인 이슬람교를, 빨간색은 모리타니를 위해 흘린 피를 뜻한다.

## 색상
| 색상 | 초록               | 금색                | 빨강                |
| ---- | ------------------ | ------------------- | ------------------- |
| RGB  | 0–169–92 (#00A95C) | 255–215–0 (#FFC400) | 208–28–31 (#D01C1F) |

## 같이 보기
- 모리타니의 국장
- 모리타니의 국가